# イーグルマウンテン (競走馬)
イーグルマウンテン (Eagle Mountain) とはイギリス生まれの競走馬である。おもな勝ち鞍は2008年の香港カップ。

## 経歴

### 2歳 - 3歳（2006年 - 2007年）
2006年の5月に、ネース競馬場で行われた6ハロンの競走でデビューするが、5着と敗れる。しかし、次走では僅差ながら勝利をおさめる。その後G2フューチュリティステークス、シャンペンステークスを続けて2着とし、ベレスフォードステークスを7馬身差で圧勝して重賞初制覇を挙げる。続いてイギリス2歳チャンピオンを決めるレーシングポストトロフィーに出走する。エイダン・オブライエン厩舎期待の一角として1番人気に支持されたが、オーソライズドの4着に終わる。
2007年、3歳となったイーグルマウンテンは2000ギニーに直行するも5着、ダービーステークスでは着順こそ2着に終えるも、馬群から抜け出して快勝したオーソライズドから5馬身も離されてしまう。アイリッシュダービーではダービー2着が評価され1番人気に支持されるも、ダービーで5着に終わったソルジャーオブフォーチュンの3着に敗れ、パリ大賞典では落馬で競走を中止してしまう。
ここまで欧州クラシック戦線では善戦どまりであったが、G2競走ヨークステークスこそ2着に終わるものの、ロイヤルウィップステークスで久々に勝利を挙げる。そして、念願であるG1タイトルを手中に収めるため、チャンピオンステークスに出走するもリテラトとの叩きあいの末、わずか頭の差で負けてしまう。この後、所有者が変り、南アフリカのマイケル・デコック厩舎へと移籍した。

### 4歳（2008年）
2008年は、デコック調教師の、ドバイの国際厩舎にて冬を越している最中に骨盤を痛めてしまい、10月に復帰がずれこんだ。ニューマーケット競馬場で行われた復帰戦のG3ジョエルステークスで勝利すると、渡米しブリーダーズカップ・ターフに出走。しかし、ここでもコンデュイットの2着となってしまう。その後いったんニューマーケットに戻って再調整され、今度は香港に渡り香港カップに出走。近年に比べるとやや出走馬の層の薄かったこともあって、G1未勝利ながら、地元のヴィヴァパタカに続く2番人気に支持される。レースがスタートすると、道中では馬群の真ん中につけ、直線手前で外側を回って進出する。そして直線で一気に抜け出してフランスのバリオスに1馬身差以上をつけて快勝し、念願のG1タイトルを手中に収めた。

### 5歳（2009年）
2009年の緒戦は香港に渡り、11月の国際マイルトライアルから復帰したが9着。連覇がかかった香港カップでは5着に終わった。

### 6歳（2010年）
2010年の緒戦はドバイに渡り、2月の条件戦から復帰したが2着。このレースを最後に現役を引退した。

### 競走成績
| 出走日     | 競馬場           | 競走名                     | 格 | 距離     | 着順 | 騎手           | 着差      | 1着（2着）馬         |
| ---------- | ---------------- | -------------------------- | -- | -------- | ---- | -------------- | --------- | -------------------- |
| 2006.05.17 | ネース           | パットダンリー記念         |    | 芝6f     | 5着  | J.ヘファーナン | 3 1/2馬身 | Emerald Hill         |
| 2006.05.28 | カラ             | 未勝利                     |    | 芝6f     | 1着  | K.ファロン     | 3/4馬身   | （Drifting Snow）    |
| 2006.08.26 | カラ             | フューチュリティS          | G2 | 芝7f     | 2着  | C.オドノヒュー | アタマ    | Teofilo              |
| 2006.09.09 | ヨーク           | シャンペンS                | G2 | 芝7f     | 2着  | J.ヘファーナン | 1/2馬身   | Vital Equine         |
| 2006.10.08 | カラ             | ベレスフォードS            | G2 | 芝8f     | 1着  | K.ファロン     | 7馬身     | （Capital Exposure） |
| 2006.10.21 | ニューベリー     | レーシングポストトロフィー | G1 | 芝8f     | 4着  | M.キネーン     | 3馬身     | Authorized           |
| 2007.05.05 | ニューマーケット | 2000ギニー                 | G1 | 芝8f     | 5着  | C.スミヨン     | 2馬身     | Cockney Rebel        |
| 2007.06.02 | エプソム         | ダービー                   | G1 | 芝12f10y | 2着  | J.ムルタ       | 5馬身     | Authorized           |
| 2007.07.01 | カラ             | 愛ダービー                 | G1 | 芝12f    | 3着  | K.ファロン     | 9馬身     | Soldier of Fortune   |
| 2007.07.14 | ロンシャン       | パリ大賞                   | G1 | 芝2400m  | 中止 | K.ファロン     |           | Zambezi Sun          |
| 2007.07.28 | ヨーク           | ヨークS                    | G2 | 芝10f88y | 2着  | J.ヘファーナン | 1 1/4馬身 | Stage Gift           |
| 2007.08.12 | カラ             | ロイヤルウィップS          | G2 | 芝10f    | 1着  | K.ファロン     | 2 1/4馬身 | Alexander Tango      |
| 2007.10.20 | ニューマーケット | チャンピオンS              | G1 | 芝10f    | 2着  | J.ムルタ       | 短頭      | Literato             |
| 2008.10.03 | ニューマーケット | ジョエルS                  | G3 | 芝8f     | 1着  | K.シェイ       | アタマ    | （Bankable）         |
| 2008.10.25 | サンタアニタ     | BCターフ                   | GI | 芝12f    | 2着  | K.シェイ       | 1 1/2馬身 | Conduit              |
| 2008.12.14 | 沙田             | 香港C                      | G1 | 芝2000m  | 1着  | K.シェイ       | 0.19秒    | （Balius）           |

## 血統表
| イーグルマウンテンの血統（ダンジグ系／Tudor Minstrel 5×5=6.25%） | イーグルマウンテンの血統（ダンジグ系／Tudor Minstrel 5×5=6.25%） | イーグルマウンテンの血統（ダンジグ系／Tudor Minstrel 5×5=6.25%） | （血統表の出典）   | （血統表の出典） |
| 父 *Rock of Gibraltar 1999 鹿毛                                  | 父の父*Danehill 1986 鹿毛                                        | Danzig                                                           | Northern Dancer    | Northern Dancer  |
| 父 *Rock of Gibraltar 1999 鹿毛                                  | 父の父*Danehill 1986 鹿毛                                        | Danzig                                                           | Pas de Nom         |                  |
| 父 *Rock of Gibraltar 1999 鹿毛                                  | 父の父*Danehill 1986 鹿毛                                        | Razyana                                                          | His Majesty        | His Majesty      |
| 父 *Rock of Gibraltar 1999 鹿毛                                  | 父の父*Danehill 1986 鹿毛                                        | Razyana                                                          | Spring Adieu       |                  |
| 父 *Rock of Gibraltar 1999 鹿毛                                  | 父の母Offshore Boom 1985 栗毛                                    | Be My Guest                                                      | Northern Dancer    | Northern Dancer  |
| 父 *Rock of Gibraltar 1999 鹿毛                                  | 父の母Offshore Boom 1985 栗毛                                    | Be My Guest                                                      | What a Treat       |                  |
| 父 *Rock of Gibraltar 1999 鹿毛                                  | 父の母Offshore Boom 1985 栗毛                                    | Push a Button                                                    | Bold Lad           | Bold Lad         |
| 父 *Rock of Gibraltar 1999 鹿毛                                  | 父の母Offshore Boom 1985 栗毛                                    | Push a Button                                                    | River Lady         |                  |
| 母 Masskana 1988 黒鹿毛                                          | 母の父Darshaan 1981 鹿毛                                         | Shirley Heights                                                  | Mill Reef          | Mill Reef        |
| 母 Masskana 1988 黒鹿毛                                          | 母の父Darshaan 1981 鹿毛                                         | Shirley Heights                                                  | Hardiemma          |                  |
| 母 Masskana 1988 黒鹿毛                                          | 母の父Darshaan 1981 鹿毛                                         | Delsy                                                            | Abdos              | Abdos            |
| 母 Masskana 1988 黒鹿毛                                          | 母の父Darshaan 1981 鹿毛                                         | Delsy                                                            | Kelty              |                  |
| 母 Masskana 1988 黒鹿毛                                          | 母の母Masarika 1981 鹿毛                                         | Thatch                                                           | Forli              | Forli            |
| 母 Masskana 1988 黒鹿毛                                          | 母の母Masarika 1981 鹿毛                                         | Thatch                                                           | Thong              |                  |
| 母 Masskana 1988 黒鹿毛                                          | 母の母Masarika 1981 鹿毛                                         | Miss Melody                                                      | Tudor Melody       | Tudor Melody     |
| 母 Masskana 1988 黒鹿毛                                          | 母の母Masarika 1981 鹿毛                                         | Miss Melody                                                      | The Veil F-No.14-e |                  |